# Preston Lions FC
Preston Lions FC (założony jako Makedonia Soccer Club) – australijski klub piłkarski z siedzibą w dzielnicy Preston w Melbourne (Wiktoria), założony w 1947 roku. Zespół występuje w rozgrywkach State League 1 North-West. W latach 1981–1993 uczestniczył w rozgrywkach National Soccer League (NSL). Czterokrotny mistrz stanu Wiktoria (1980, 1994, 2002, 2007).

## Historia

### Lata 1947 – 1980
Klub Makedonia Soccer Club został założony w 1947 roku przez Macedońskich imigrantów. Klub dopiero w 1959 roku został członkiem federacji stanowej Victorian Soccer Federation i przystąpił do rozgrywek Victorian Provisional League. W 1964 roku klub Makedonia Soccer Club zmienił nazwę na Preston Makedonia Social Club. W 1966 roku klub triumfował w rozgrywkach Victorian Division One (wówczas pod nazwą Victorian Metropolitan League Division 1) i awansował do Victorian State League (pierwszy poziom rozgrywek piłkarskich w stanie Wiktoria), z której spadł w 1967 roku. Ponownie w rozgrywkach Victorian State League klub występował w latach 1976–1980. Zdobywając w 1980 roku pierwszy tytuł mistrzowski w Victorian State League.

### Lata 1981 – 1993
W 1981 roku klub przystąpił do rozgrywek krajowej ligi National Soccer League. Preston Makedonia zainaugurował rozgrywki w NSL w dniu 15 lutego 1981 roku w domowym spotkaniu przeciwko Canberra City FC. Spotkanie zakończyło się porażką gospodarzy w stosunku 0:1. W inauguracyjnym sezonie klub zajął 12. miejsce z dorobkiem 25 punktów.
W latach 1984 – 1986 liga NSL została podzielona na dwie Konferencje: Północną i Południową. Drużyna Preston Makedonia występowała w Konferencji Południowej. W 1985 roku klub zajął 5. miejsce w Konferencji Południowej i awansował pierwszy raz w swojej historii do serii finałowej rozgrywek. W serii finałowej klub dotarł do finału Konferencji Południowej, w którym podejmował drużynę Brunswick Juventus. Spotkanie zakończyło się porażką w stosunku 1:2. Ponadto w rozgrywkach pucharowych NSL Cup w 1985 roku klub dotarł do finału rozgrywek, w którym uległ drużynie Sydney Olympic w stosunku 1:2.
W 1987 roku klub Preston Makedonia zajął 2. miejsce w lidze i wywalczył tytuł wicemistrza kraju (seria finałowa nie była rozgrywana). W 1989 roku klub po raz drugi w historii swoich występów w NSL awansował do serii finałowej rozgrywek. Sezon zasadniczy klub ukończył na 5. miejscu, natomiast w serii finałowej zakończył swój udział na fazie eliminacji, w której uległ drużynie Melbourne Croatia w stosunku 0:2. W ostatnich czterech sezonach gry w NSL (1989/1990 – 1992/1993) klub zajmował miejsce w sezonie zasadniczym, które nie dawały awansu do serii finałowej rozgrywek. Natomiast w rozgrywkach NSL Cup w sezonie 1990/1991 Preston Makedonia dotarł do finału rozgrywek. W finale uległ drużynie Parramatta Eagles w stosunku 0:1. Sezon 1992/1993 był ostatnim, w którym Preston Makedonia uczestniczył w rozgrywkach NSL. Preston Makedonia zakończył sezon na ostatnim 14. miejscu i spadł do rozgrywek Victorian Premier League. Ostatni mecz w NSL klub rozegrał w dniu 7 kwietnia 1993 roku przeciwko Sydney Olympic. Spotkanie zakończyło się zwycięstwem Preston Makedonia w stosunku 1:0. Jednocześnie w tym okresie klub zmagał się z problemami finansowymi oraz logistycznymi.

### Od 1994 roku
W 1994 roku klub Preston Makedonia SC zmienił nazwę na Preston Lions Football Club. Od 1994 roku klub Preston Lions występuje w rozgrywkach stanowych. W latach 1994–1995 oraz 1997–2009 klub występował na pierwszym poziomie rozgrywek stanowych. Zdobywając w tym okresie trzy tytułu mistrzowskie w latach 1994, 2002 i 2007.

## Sukcesy

### Krajowe
- Finalista Konferencji Południowej w NSL (1): 1985;
- Finalista pucharu NSL Cup (2): 1985; 1991[15].

### Stanowe
- Mistrz National Premier Leagues Victoria[a] (4): 1980, 1994, 2002 i 2007;
- Mistrz National Premier Leagues Victoria 2/Mistrz Victorian Division One (2): 1966, 1975;
- Mistrz National Premier Leagues Victoria 3 (1): 2022;
- Mistrz Victorian Division One North-West (1): 2019;
- Mistrz Victorian Division Two (1): 1973;
- Mistrz Victorian Division Two South (1): 1961;
- Zwycięzca pucharu Dockerty Cup (1): 1992;
- Zwycięzca pucharu Federation Cup (2): 1974, 1975;
- Zwycięzca pucharu Macedonia Cup (1): 1979;
- Zwycięzca pucharu State League Champions Cup (1): 1996;
- Zwycięzca pucharu Victoria Cup: 1980[15].